# Urša Bogataj
Urša Bogataj (født 7. marts 1995 i Ljubljana) er en slovensk skihopper, der repræsenterer SSK Ilirija. Hun debuterede i World Cup i 2011 og har deltaget i to olympiske vinterlege.

## Skihopkarriere
I 2012 deltog hun i de olympiske ungdomsvinterlege, og her vandt hun medaljer i begge de konkurrencer, hun stillede op i. I pigernes individuelle konkurrence vandt hun bronze, og i konkurrencen for blandede hold opnåede hun sølvmedalje.
Efter nogle år med gode resultater, der dog ikke gav podieplaceringer (herunder en 30. plads ved vinter-OL 2018 i Pyeongchang), opnåede Bogataj i 2019 for første gang individuelle topplaceringer, da hun to gange blev nummer tre ved World Cup. I 2021 var hun med på det slovenske hold, der vandt VM-sølv, og senere samme år fik hun tre individuelle placeringer i top tre ved World Cup.
Hun fik sit store gennembrud ved vinter-OL 2022 i Beijing, da hun til overraskelse for mange vandt guld i kvindernes individuelle konkurrence. I første runde sprang hun længst af alle med 108 m, men stilkaraktererne gjorde, at tyskeren Katharina Althaus førte foran Bogataj efter denne runde. I anden runde nåede hun ud på 100 m (længst sammen med en japaner), men denne gang var hendes stilpoint gode nok til at sikre hende sejren i runden, og med i alt 239,0 point var det nok til den samlede sejr, mens Althaus fik sølv med 236,8, og Bogatajs landsmandinde Nika Križnar sikrede det flotte slovenske resultat med bronzemedaljen og 232,0 point. To dage senere stillede Bogataj og Križnar sammen med Timi Zajc og Peter Prevc op i holdkonkurrencen for blandede hold, som første gang var på det olympiske program ved disse lege. Konkurrencen blev præget af en serie af diskvalifikationer af hoppere for overtrædelse af regler for dragterne, og således måtte favoritterne fra Tyskland se Althaus diskvalificeret. Også Norge, Japan og Østrig blev ramt. Slovenerne profiterede af denne situation og hentede guldet med 1001,5 point, mens det russiske hold fik sølv med 890,3 point, og Canada fik bronze med 844,5 point. Bogataj scorede højest blandt guldvinderne med 257,4 point og sikrede sig dermed sin anden guldmedalje ved legene.
Senere samme år hentede Bogataj flere topplaceringer i World Cup'en og opnåede blandt andet sejr i begge forsøg i Oberhof, hendes første World Cup-sejre.